# TRT Haber
TRT Haber es un canal de televisión público turco. Difunde sus programas por vía hertziana y se transmite también por algunos operadores turcos y europeos. Fue la segunda cadena en ver la luz después de TRT 1.

## Presentación
El canal TV-2 se lanzó el 6 de octubre de 1986 por la sociedad TRT como el segundo canal de televisión turco consagrado al arte y a la cultura. Finalmente rebautizada TRT 2 el canal se dedica desde 2001 a la información. Menos obligada a tener una audiencia muy elevada, TRT 2 favorece la transmisión de información por diferentes medios, ya sea por la difusión de boletines informativos en la mañana y en la tarde o por la difusión de documentales u otro programa cultural. Por lo tanto, las series se dejan de lado y se transmiteb películas que llevan a la reflexión más que al entretenimiento.En el mes de marzo de 2010, TRT 2 cambia de identidad y se transforma en TRT Haber (donde Haber significa informaciones, en español) y se coviernte en el segundo canal de informaciones del grupo TRT después de formatear TRT TÜRK en un canal de información.

## Difusión
TRT Haber se difunde en Turksat como en el paquete Digiturk en Eutelsat.